# Ann Donahue
Ann Donahue (1955) is een prominente Amerikaanse scriptschrijver. Samen met Carol Mendelsohn en Anthony E. Zuiker bedacht ze de series CSI: Miami en CSI: NY, beide spin-offs van de door Anthony Zuiker bedachte CSI: Crime Scene Investigation.
Ann heeft een Emmy Award gewonnen voor haar scripts voor de serie Picket Fences. Andere series waaraan ze heeft meegewerkt zijn China Beach, 21 Jump Street, Murder One, M.Y.O.B., High Incident, en Beverly Hills 90210. Ann heeft daarnaast een aantal off-Broadway toneelstukken geschreven en geproduceerd.